# Mögsjön (Karlanda socken, Värmland, 661216-128545)
Mögsjön är en sjö i Årjängs kommun i Värmland och ingår i Göta älvs huvudavrinningsområde. Mögsjön ligger i Kesebotten Natura 2000-område.